# Argenton-les-Vallées
Argenton-les-Vallées è un ex comune francese soppresso di 1 646 abitanti, situato nel dipartimento delle Deux-Sèvres nella regione della Nuova Aquitania.
Nacque il 1º settembre 2006 a seguito della fusione di tre comuni: Argenton-Château, Boësse e Sanzay. Dal 1º gennaio 2016, assieme ai comuni di Le Breuil-sous-Argenton, La Chapelle-Gaudin, La Coudre, Moutiers-sous-Argenton e Ulcot forma il nuovo comune di Argentonnay, del quale è comune delegato.

## Società

### Evoluzione demografica
Abitanti censiti